# Калинівка (Тернопільський район)
Кали́нівка (МФА: [kɐˈɫɪɲiu̯kɐ] ( прослухати)) —  село в Україні, у Зборівській міській громаді Тернопільського району Тернопільської області. Розташоване на річці Стрипа, на заході району. До 2016 було підпорядковане Погрібецькій сільраді. До 1964 називалося Цецова.
Населення — 250 осіб (2001).

## Історія
Перша писемна згадка — 1504.
У районі с. Калинівка загинуло 190 чехословацьких воїнів, прізвища яких здебільшого невідомі. Невдовзі на місці бою було споруджено братське поховання, висипане з землі та обкладене дерев’яними балками.
У Зборівській битві брали участь 2 майбутні президенти Чехословаччини — Клемент Готвальд на боці Австро-Угорщини і Людвік Свобода на боці Російської імперії.
У 1927 році біля с. Калинівка насипали могилу та встановили кам’яний пам’ятник із написом: «Тут, на старій слов’янській землі під Зборовом, сплять сини Чехо-Словаччини, що полягли за волю, мир, за краще майбутнє всіх слов’янських народів. 2. VII. 1917. Вічна їм слава» (1927).
Під час 1-ї світової війни 2 липня 1917 три чеських полки, які воювали в російській армії, зазнали у бою проти австрійського війська на полях біля Калинівки великих втрат (190 осіб). Їх поховано у спільній могилі за селом.
Наприкінці травня 1922 до міста Прага (Чехія) перевезено з могили грудку землі, через місяць туди ж вирушив траурний вагон із останками Невідомого солдата. Разом із грудкою землі вони вмуровані в стіні ратуші на Старомєстській площі у Празі.
До сторіччя бою за кошти Чеської Республіки відбулася комплексна реконструкція пам’ятника полеглим чехам та словакам у Зборівській битві. На 17 кам’яних дошках викарбувано імена 238 загиблих воїнів.
Реконструкцією меморіалу займалося Міністерство оборони Чеської Республіки разом з товариством Чехословацьких легіонерів та об’єднанням волинських чехів.
12 червня 2020 року, відповідно до розпорядження Кабінету Міністрів України № 724-р «Про визначення адміністративних центрів та затвердження територій територіальних громад Тернопільської області» увійшло до складу Зборівської міської громади.
19 липня 2020 року, в результаті адміністративно-територіальної реформи та ліквідації Зборівського району, село увійшло до складу Тернопільського району.

## Населення

### Мова
Розподіл населення за рідною мовою за даними перепису 2001 року:
| Мова       | Кількість | Відсоток |
| ---------- | --------- | -------- |
| українська | 250       | 100%     |

## Релігія
- церква Покрови Пресвятої Богородиці (1927, дерев'яна)[5].

## Пам'ятники
Насипана могила та споруджений кам'яний пам'ятник із написом: «Тут, на старій слов'янській землі під Зборовом, сплять сини Чехо-Словаччини, що полягли за волю, мир, за краще майбутнє всіх слов'янських народів. 2. VII. 1917. Вічна їм слава» (1927), встановлено пам'ятник полеглим у нім.-рад. війні воїнам-односельцям (1985).

## Соціальна сфера
Діють загальноосвітня школа І ступеня, клуб, бібліотека, фельдшерсько-акушерський пункт.

## Відомі люди
1997 у Калинівці перебували представники Чехії — президент В. Ґавел, начальник генерального штабу І. Неквасила, аташе посольства Словаччини в Україні Я. Габовчик. 2004 — заступник міноборони Чеської Республіки Я. Прішбілова, посол Чеської Республіки в Україні К. Штіндл, ген. консул Чеської Республіки у Львові М. Яндера та ін.

## Галерея

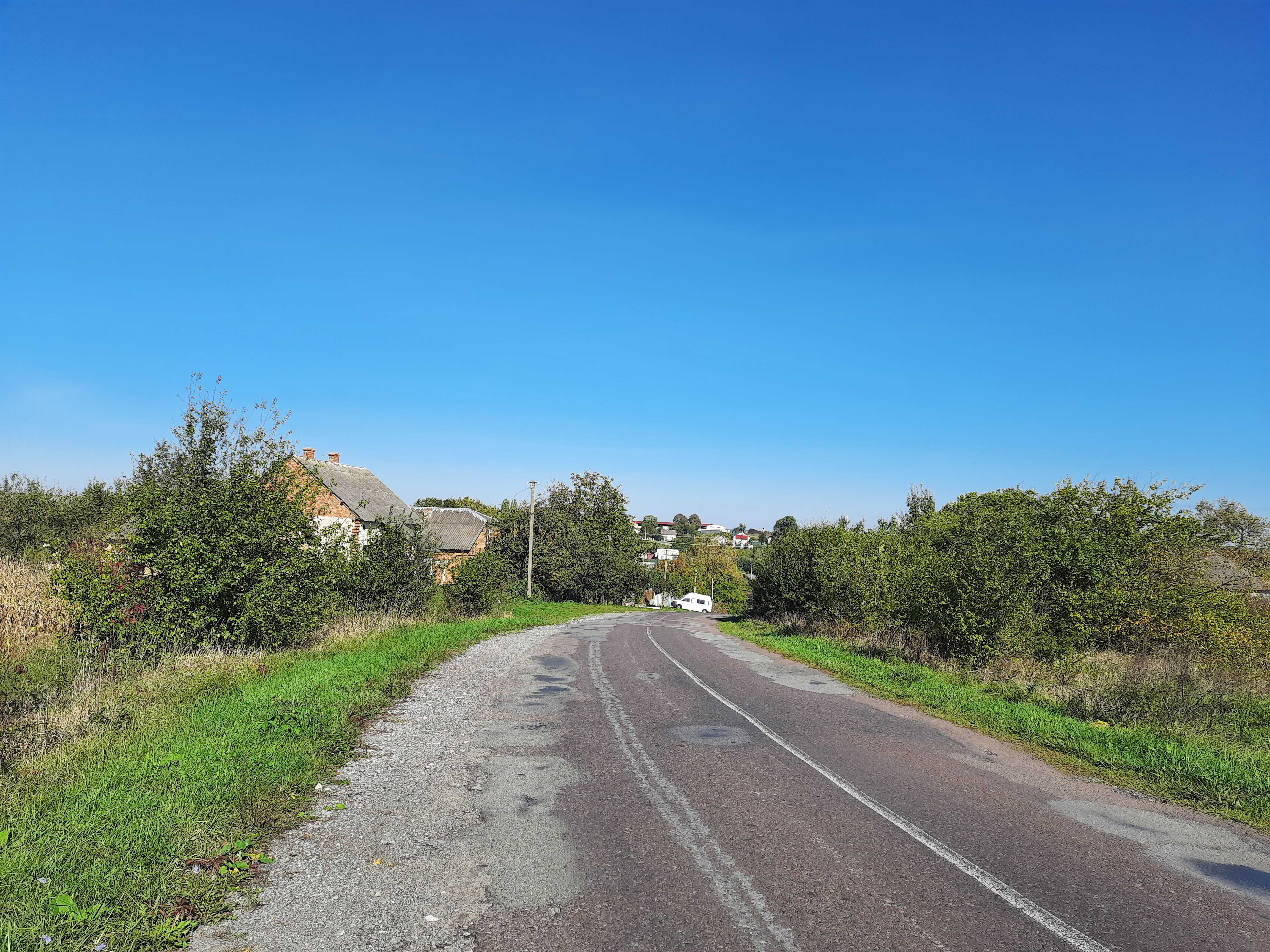
В'їзд у село
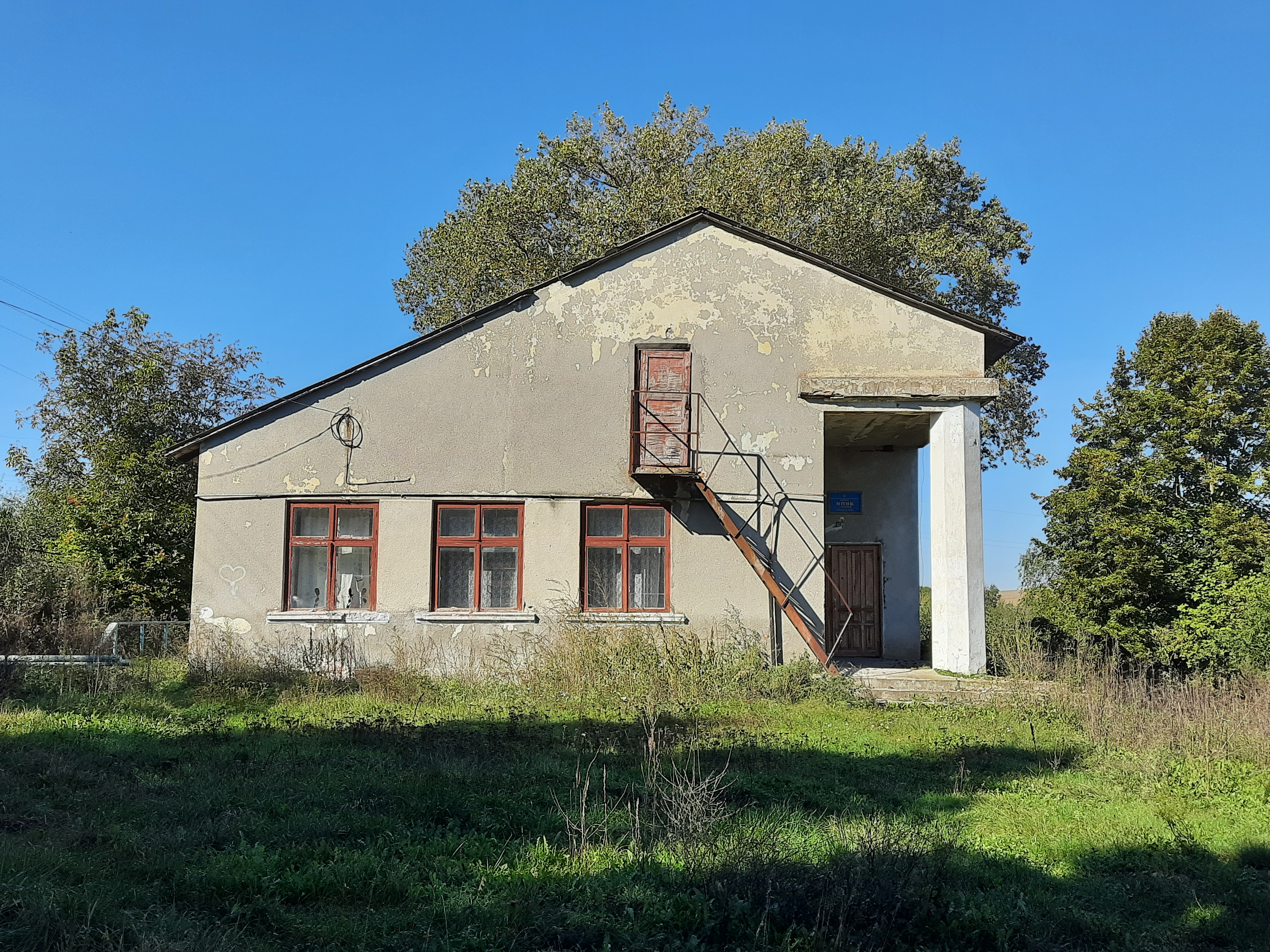
Клуб
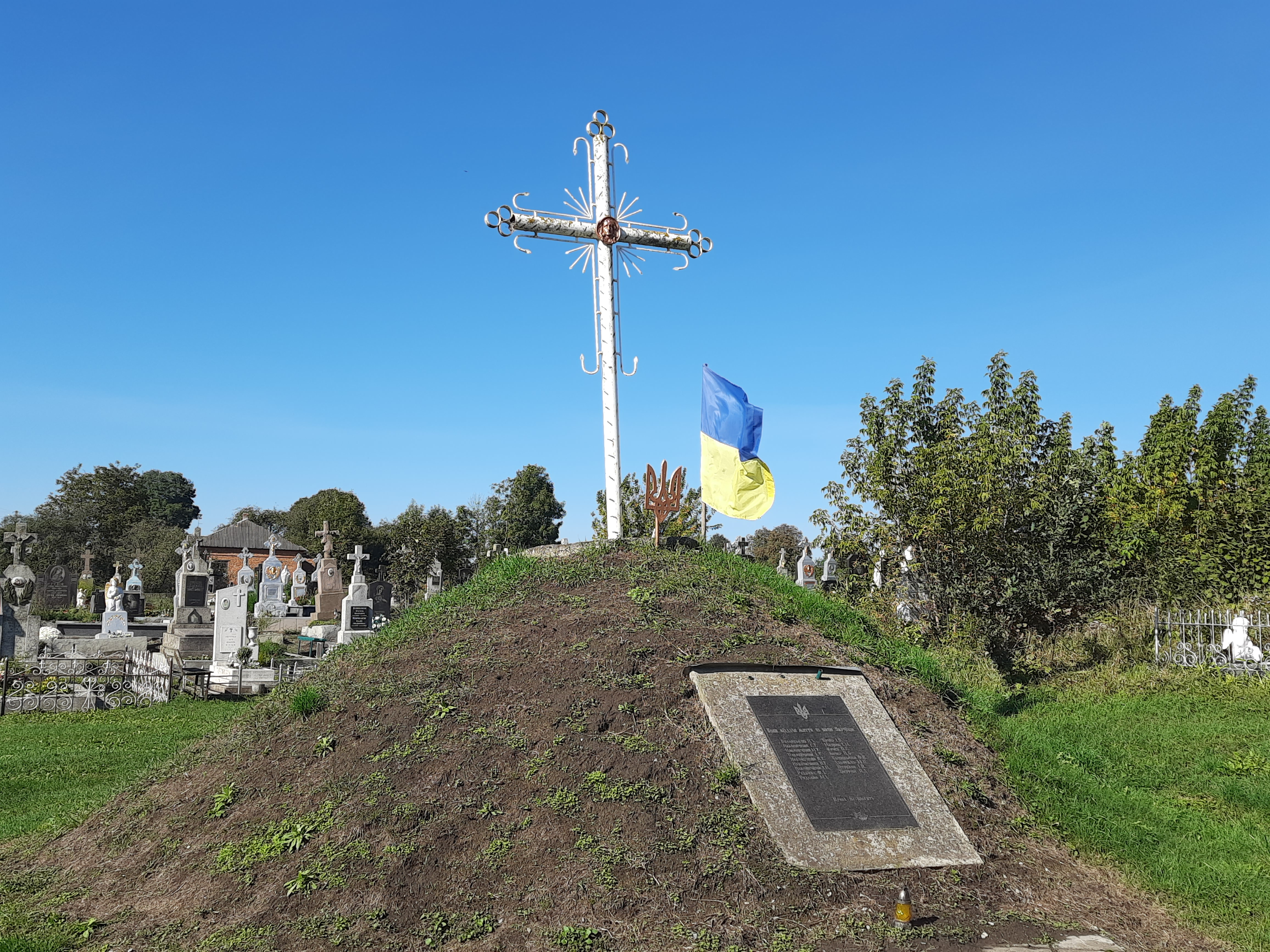
Символічна могила Борцям за волю України
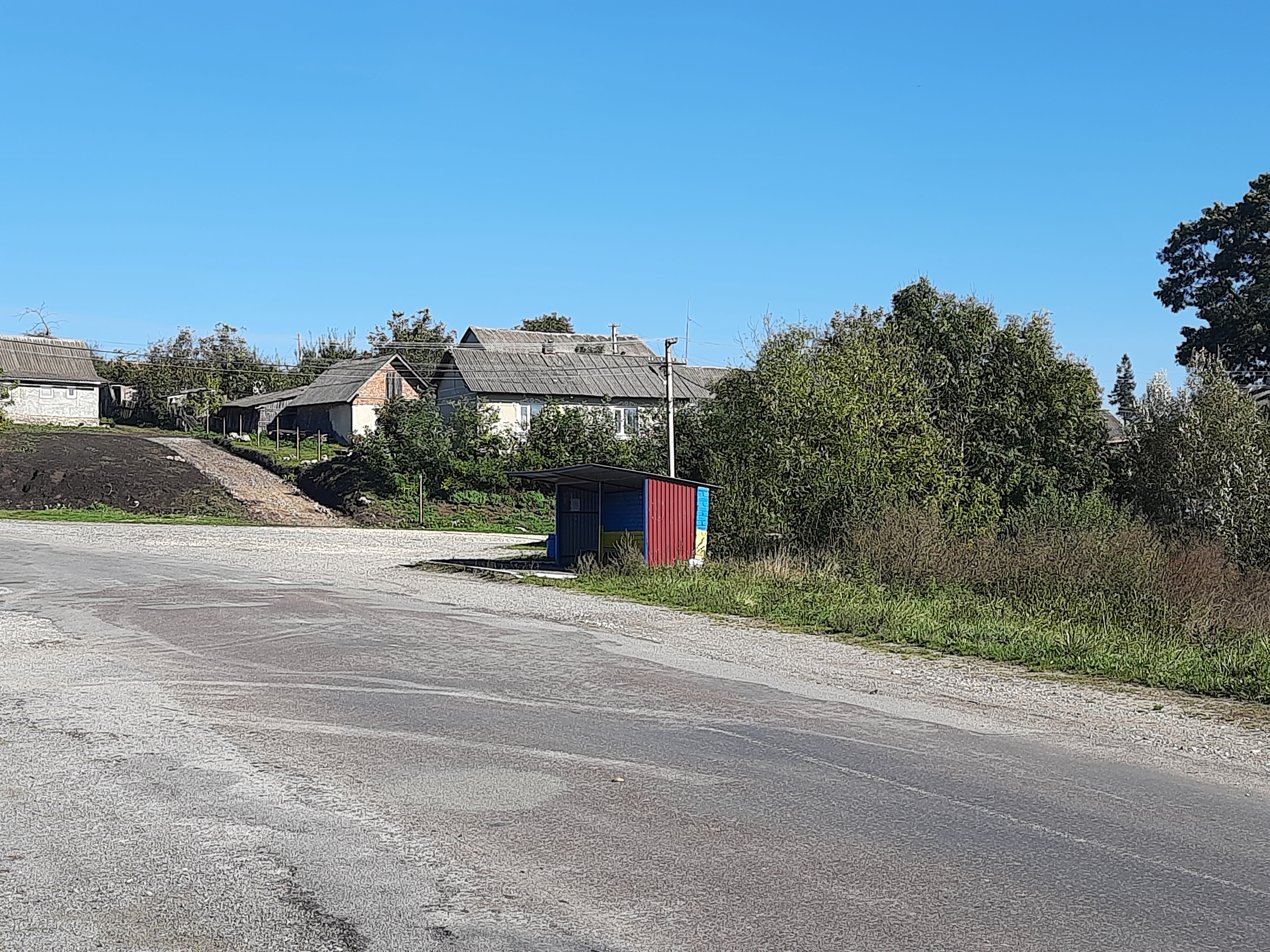
Автобусна зупинка